# 다카스 요헤이
다카스 요헤이(일본어: 高須 洋平, 1981년 9월 6일 ~ )는 일본의 전 축구 선수이다.

## 구단 경력
과거 미토 홀리호크, 더스파 구사쓰에서 활동하였다.